# Mystické tělo Kristovo
Možná hledáte: Tělo Kristovo
Mystické tělo Kristovo je jedním z výrazů, které se v křesťanské teologii používají pro označení církve, tj. všech pokřtěných lidí všech národů ve všech dobách dějin lidstva.

## Katolická teologie
Katolicismus používá k popisu církve různé metafory, například „Boží lid“ a „mystické tělo Kristovo“.
Z tohoto hlediska je církev vlastním tělem Ježíše Krista: na základě pavlovské christologie katolicismus vyznává, že skrze svátosti křtu – 1Kor 12, 13 (Kral, ČEP) a eucharistie – 1Kor 10, 1–6 (Kral, ČEP) jsou křesťané připojeni k tělu vzkříšeného Ježíše. Tímto tělem je církev: corpus mysticum Ecclesiae cujus caput Christus est, „mystické tělo církve, jehož hlavou je Kristus“.
Obraz Kristova těla zdůraznil Pius XII. ve své encyklice Mystici Corporis Christi (1943).

## Pravoslavná teologie
Pravoslavná teologie se domnívá, že po zničení jeruzalémského chrámu římskými vojsky v roce 70, čtyřicet let po ukřižování, bude jediným chrámem, místem, kde se shromáždí praví Boží ctitelé, vzkříšené Tělo Kristovo. Místní církev tak zjevuje univerzální církev: shromážděna v eucharistii aktualizuje Tělo Kristovo, a Tělo Kristovo je nedělitelné.

## Protestantská teologie

### Luteránský a reformovaný protestantismus
Ačkoli vychází ze stejných biblických základů jako katolická teologie, protestantismus vždy jasně odděloval duchovní pojetí církve, „Kristova těla“ nebo „neviditelné církve“, od její institucionální moci. Zejména reformátoři (Luther, Zwingli, Kalvín atd.) se domnívali, že podřízení církve papeži prostřednictvím katolické hierarchie a šíření nových dogmat vyhlašovaných po sobě jdoucími koncily představuje zneužití autority, v němž je vůle lidí nahrazována vůlí Boží, a že je proto nutné jednak odkazovat na biblické texty, jednak vždy omezovat světskou moc v církvi.

### Letniční pohled
Letniční církev se shoduje s katolíky a pravoslavnými na začlenění věřících do církve, která je zároveň Tělem a Nevěstou Kristovou, a v tom se neliší od ostatních protestantů.